# Marcelliopsis splendens
Marcelliopsis splendens là loài thực vật có hoa thuộc họ Dền. Loài này được Schinz mô tả khoa học đầu tiên năm.